# Графан
Графан — двумерный материал, в котором один атом углерода связан с одним атомом водорода и тремя атомами углерода. Химическая формула (≡CH)n. Является гидрогенизированным графеном. Теоретическое существование графана было предсказано в 2003 г.

## Свойства
Графан, в отличие от графена, является диэлектриком и химически активным материалом. Нагрев графана приводит к отщеплению атомарного водорода, то есть графан превращается в графен.

## Применение
Графан имеет большой потенциал использования в электронике. Он может использоваться, например, при производстве транзисторов.